# Vyšebrodský klášter
Vyšebrodský klášter je klášter ve městě Vyšší Brod v okrese Český Krumlov v Jihočeském kraji, sídlo cisterciáckého opatství Naší Paní ve Vyšším Brodě. Jedná se o jediný fungující mužský cisterciácký klášter v Česku a jednu z nejvýznamnějších kulturních památek jižních Čech, která je chráněna jako národní kulturní památka České republiky. V čele kláštera stojí konventuální převor Justin Berka.
Klášter je významným centrem českého tradičního katolicismu, denně umožňuje věřícím účast na tridentské mši a spolupracuje s rozličnými tradičně katolickými institucemi a spolky, především s Kněžským bratrstvem sv. Petra a Institutem Krista Krále.

## Historie

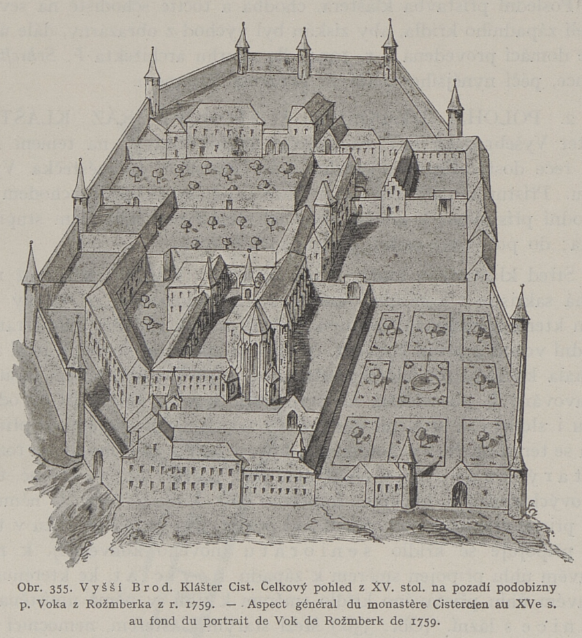
Podoba kláštera v 15. století

Klášter založil roku 1259 Vok I. z Rožmberka, po předchozím jednání s cisterciáckou generální kapitulou v Citeaux. Fundace byla potvrzena pražským biskupem 1. června téhož roku, tento den, kdy byl vysvěcen klášterní kostel, je považován za datum založení kláštera. Zakladatel novému klášteru zároveň (či krátce poté) daroval pozemky okolo, včetně osady Vyšší Brod, tehdy známé pod původním německým názvem Hohenfurt. Mniši z mateřského kláštera Wilheringu se nejspíše samotné fundace neúčastnili a dorazili až později v průběhu roku.
Rožmberkové byli nejvýznamnější větví rodu Vítkovců a je nesporné, že od začátku se s klášterem počítalo jako s rodovou nekropolí. Pohřbem Voka I. z Rožmberka 1262 zde počala řada deseti generací pohřbů. Posledním pochovaným v Rožmberské kryptě kostela Nanebevzetí Panny Marie byl roku 1611 v Třeboni zesnulý Petr Vok z Rožmberka, jehož rakev je do dnešních časů ve velmi zachovalém stavu.
Na jihozápad od osady postupně vyrostla impozantní gotická stavba opevněného kláštera s klášterním kostelem Nanebevzetí Panny Marie. Jelikož klášter nebyl královskou fundací, byla jeho role v prvních stoletích lokálně omezena.
První období úpadku kláštera přišlo v 15. století, kdy klášter zpustl v důsledku husitských válek.

Na konci 18. století klášter těsně unikl zrušení za reforem Josefa II., který systematicky likvidoval kontemplativní a mnišské řády (klášter byl v té době totiž značně zadlužen a císař by musel v případě jeho zrušení tyto dluhy sám splatit), zaplatil za to ale tím, že mu a jeho mnichům byly vnuceny úkoly příčící se zásadám mnišského života (vyučování náboženství a teologie a správa farností), kterých se zcela zbavil až v 21. století.

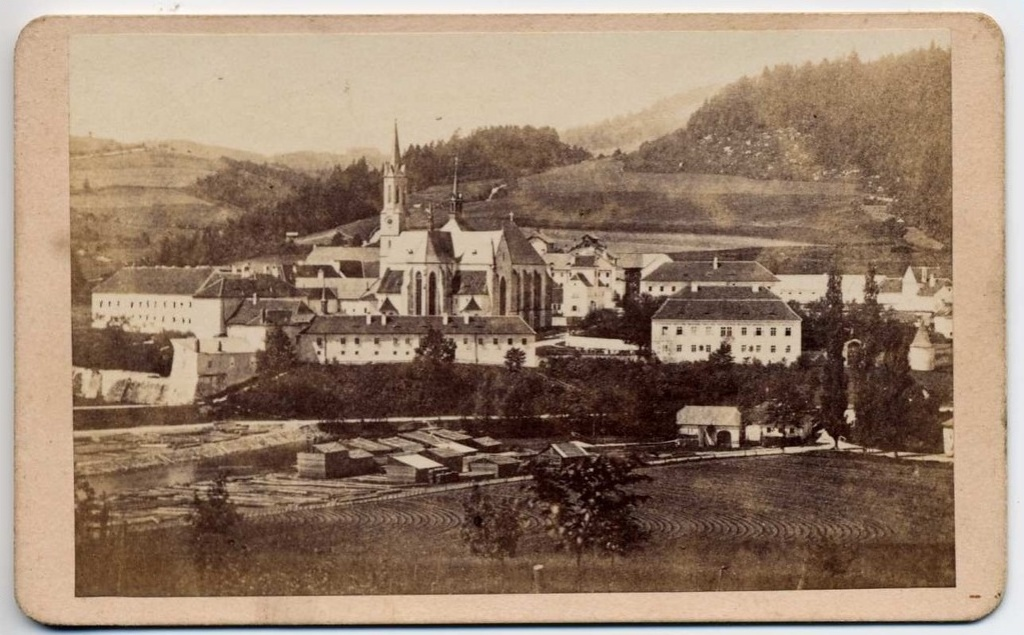
Klášter Vyšší Brod okolo roku 1870, fotografie Franze Polaka.

V průběhu 19. století klášter vzkvétal a stanul v čele jednoho z hlavních proudů oživení a obnovy cisterciáckého řádu. Jeho opati byli opakovaně voleni generálními vikáři cisterciácké kongregace v zemích rakouských Habsburků a v roce 1890 byl vyšebrodský opat Leopold Wackarž zvolen i generálním opatem cisterciáckého řádu (za jeho vlád došlo k oddělení konkurenčního reformního proudu, který založil samostatný Řád cisterciáků přísné observance).
Druhé období úpadku nastoupilo ve 40. letech 20. století, kdy byli mniši vyhnáni nacisty, kteří v klášteře pak skladovali ukradená umělecká díla. Vícero mnichů bylo v této době uvězněno, včetně opata Tecelína Jaksche a otce Engelberta Blöchla, který zemřel v koncentračním táboře Dachau.
Po druhé světové válce se mniši vrátili, nicméně nikoliv na dlouho, neboť nejprve byli vyhnáni do Německa mniši německé národnosti a poté na počátku padesátých let 20. století byl klášter přepaden příslušníky Státní bezpečnosti a Sboru národní bezpečnosti, kteří bez jakéhokoliv zákonného podkladu klášter zabrali a mnichy odvezli do internačních táborů (viz Akce K). Německá část klášterního osazenstva pokračovala v mnišském životě v exilu v Německu a jeden z nich – otec Matthäus Quatember byl v letech 1950–1953 generálním opatem cisterciáckého řádu.
V následných letech klášter pustl. Nepodařilo se prosadit plány místního jednotného zemědělského družstva, které z něj chtělo udělat sklad zemědělské techniky, a z jeho nejcennějších částí bylo vytvořeno muzeum, nicméně do stavby se neinvestovalo a nemalá část movitého majetku byla rozkradena. Někteří mniši se dostali za hranice a v letech 1959–1990 existovala kvůli uchování jakési kontinuity formální unie Vyššího Brodu s klášterem ve štýrském Reinu.
V roce 1990 se do kláštera vrátili první dva mniši – Vojtěch Ivo Kvapil, pozdější převor-administrátor, a Xaver Švanda. Postupně se podařilo obnovit komunitní život a opravit navrácenou část kláštera.
Od roku 2007 je představeným kláštera převor Justin Berka, který zároveň zastává i některé pravomoci opata vzhledem k absenci držitele této funkce v místě zdejšího kláštera (klášter aktuálně nemá dostatek mnichů, aby mohl být zvolen). V roce 2011 se komunita vyšebrodských mnichů rozhodla vrátit k tridentské liturgii. Vyšebrodský klášter byl poté až do převzetí římovské farnosti do správy FSSP v roce 2019 jediným místem v českobudějovické diecézi, kde bylo možno denně navštěvovat tridentskou mši. Klášterní kapitula čítala k 1. lednu 2015 tři mnichy s trvalými sliby (včetně osmadevadesátiletého bratra Aloise Zálešáka, který byl nejstarším žijícím cisterciákem a zemřel 4. listopadu 2015), v klášteře pak žil ještě jeden bratr s časnými sliby. Po návratu k tradiční liturgii, původní cisterciácké chórové modlitbě a dalším tradičním zvyklostem se komunita začala rozšiřovat. V roce 2019 čítala klášterní komunita 9 členů.

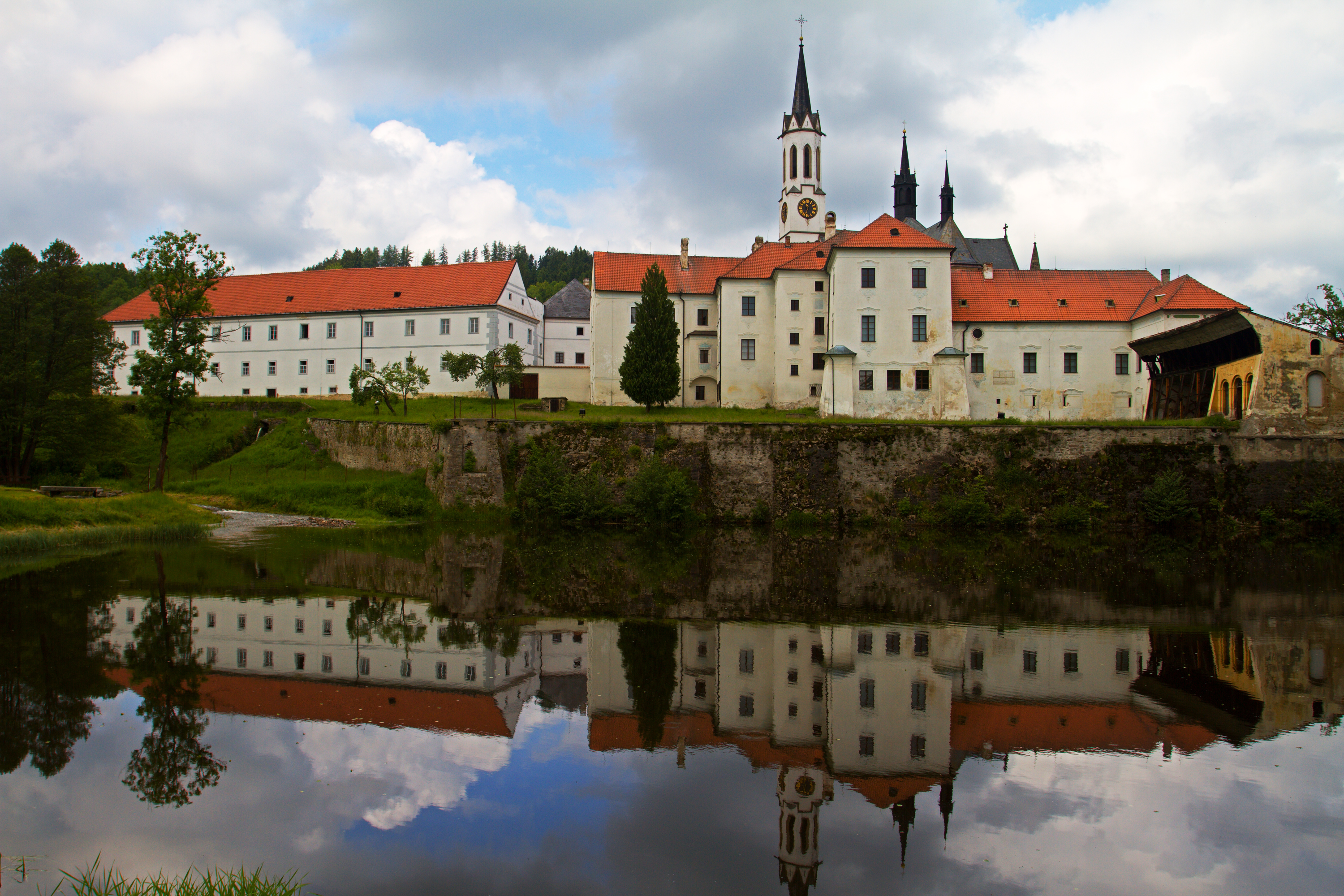
Klášter ve Vyšším Brodě
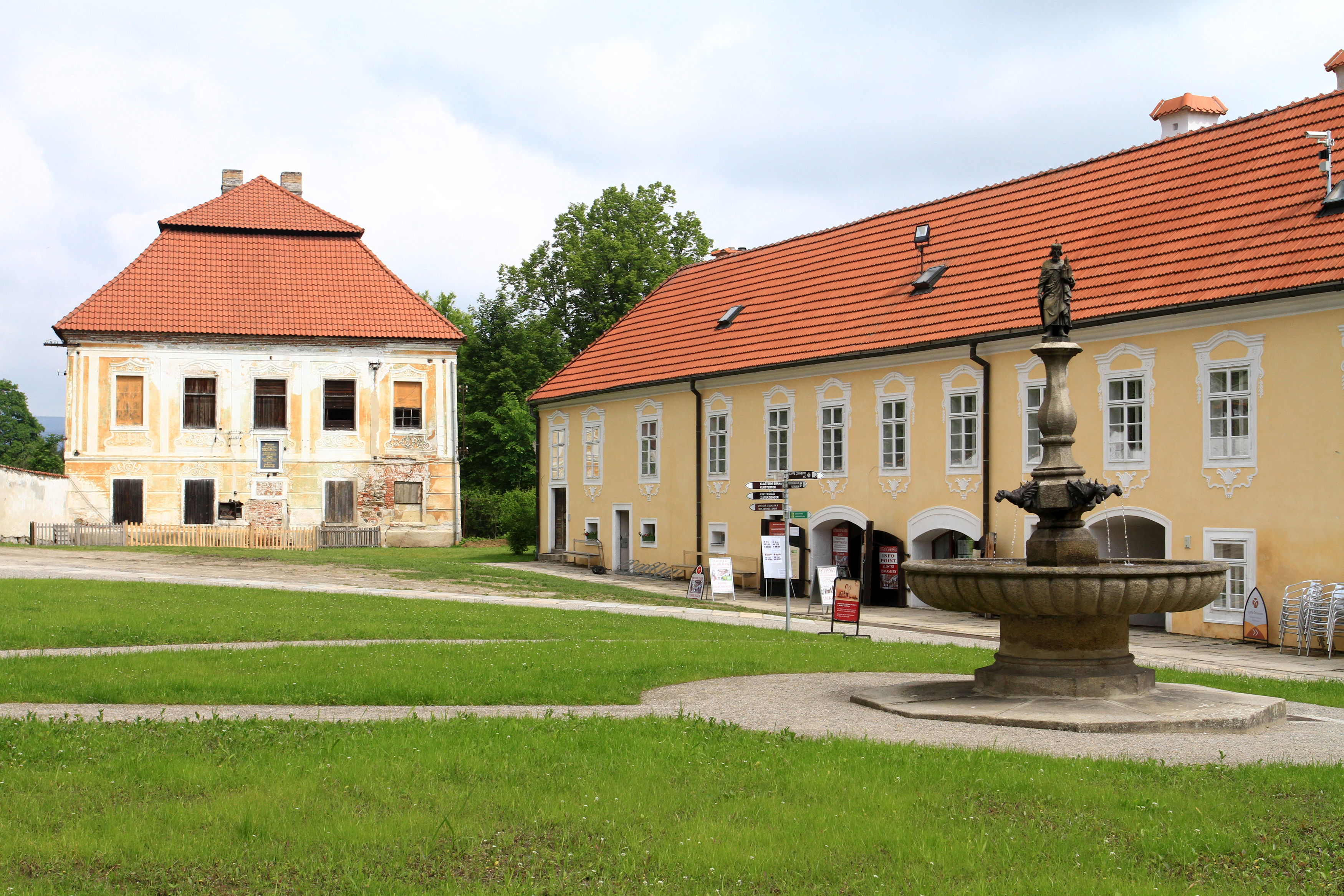
Klášter (Vyšší Brod)
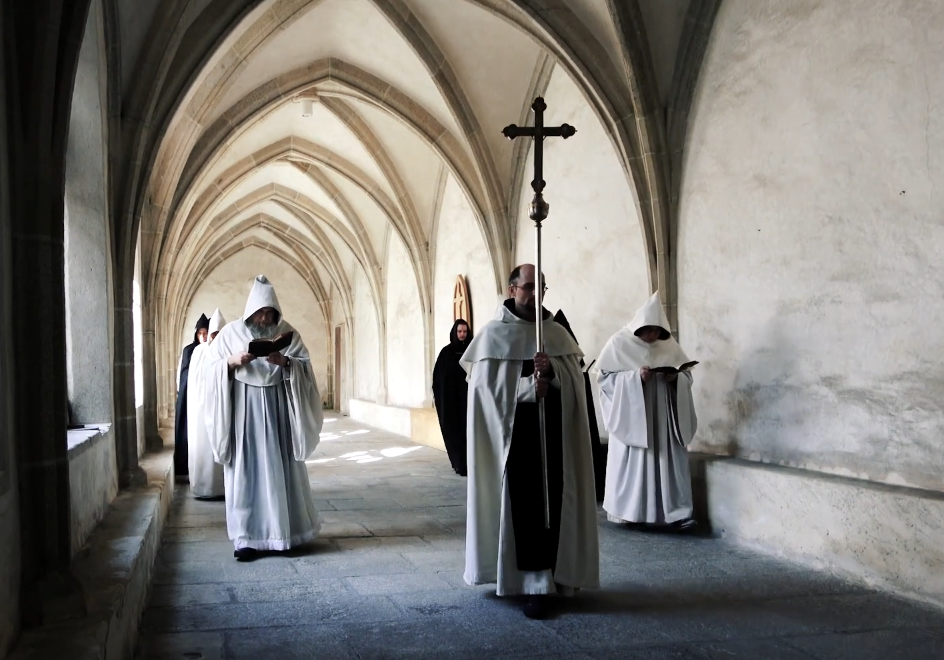
Kajícný průvod
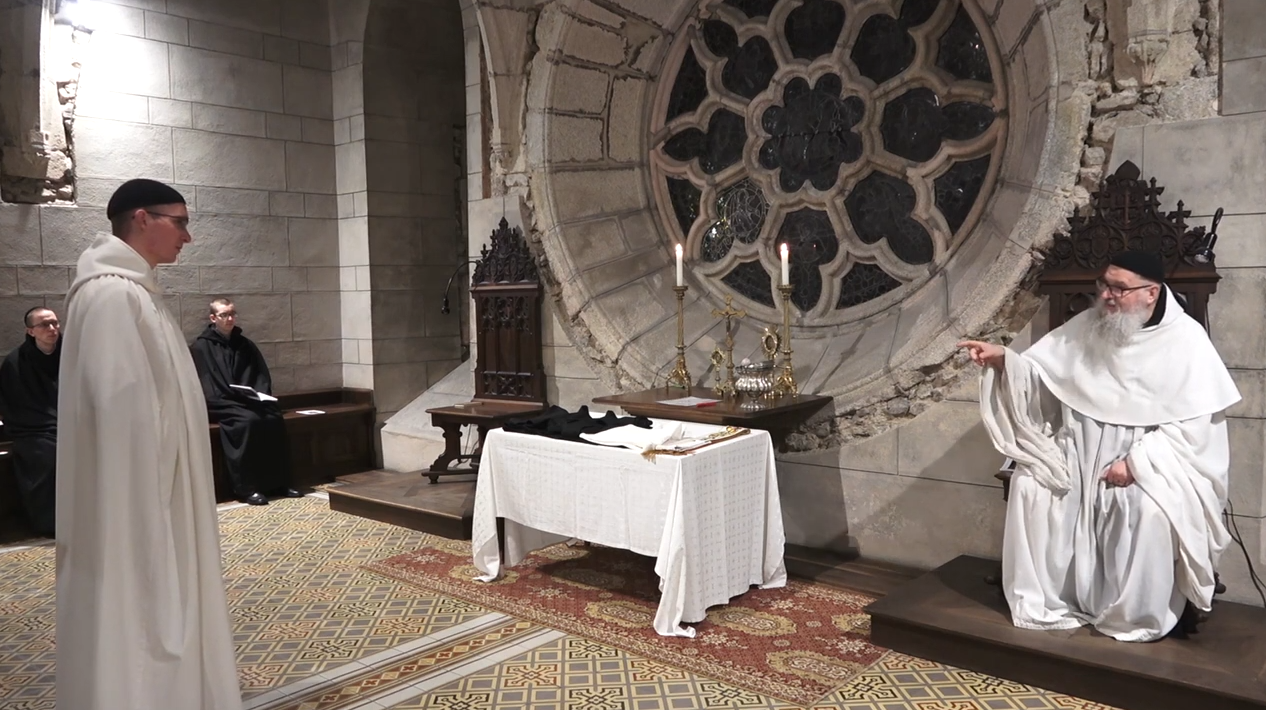
Časné sliby 2021
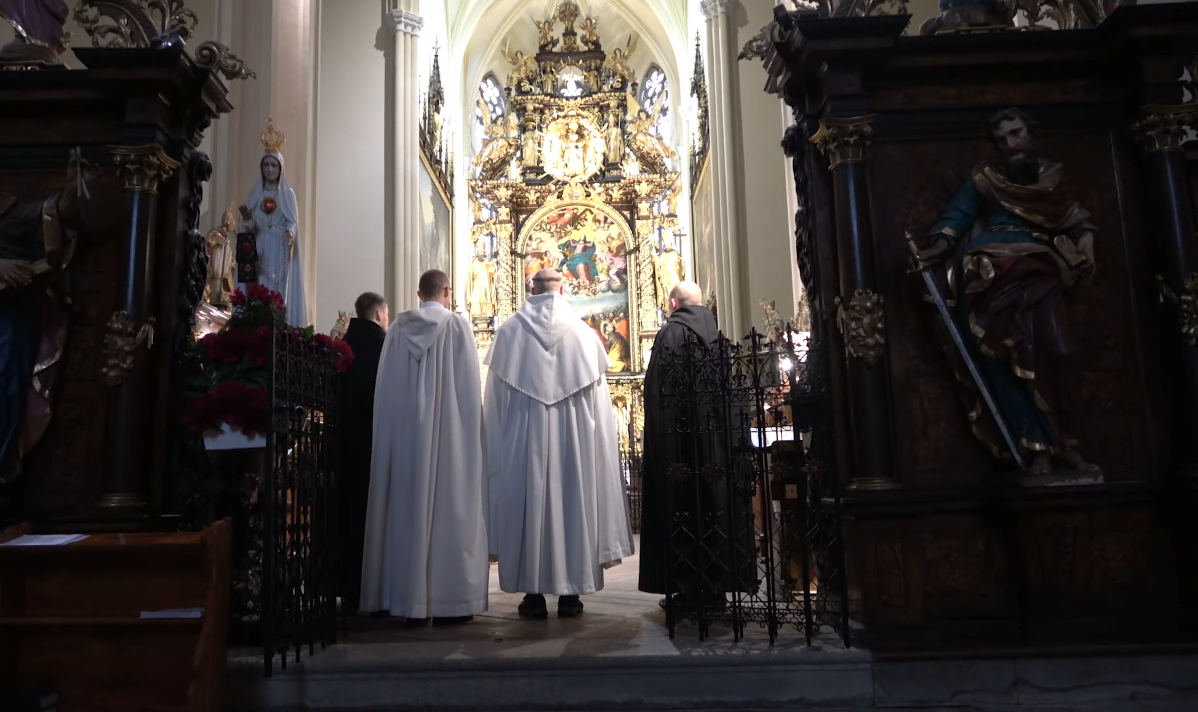
Klášterní kostel
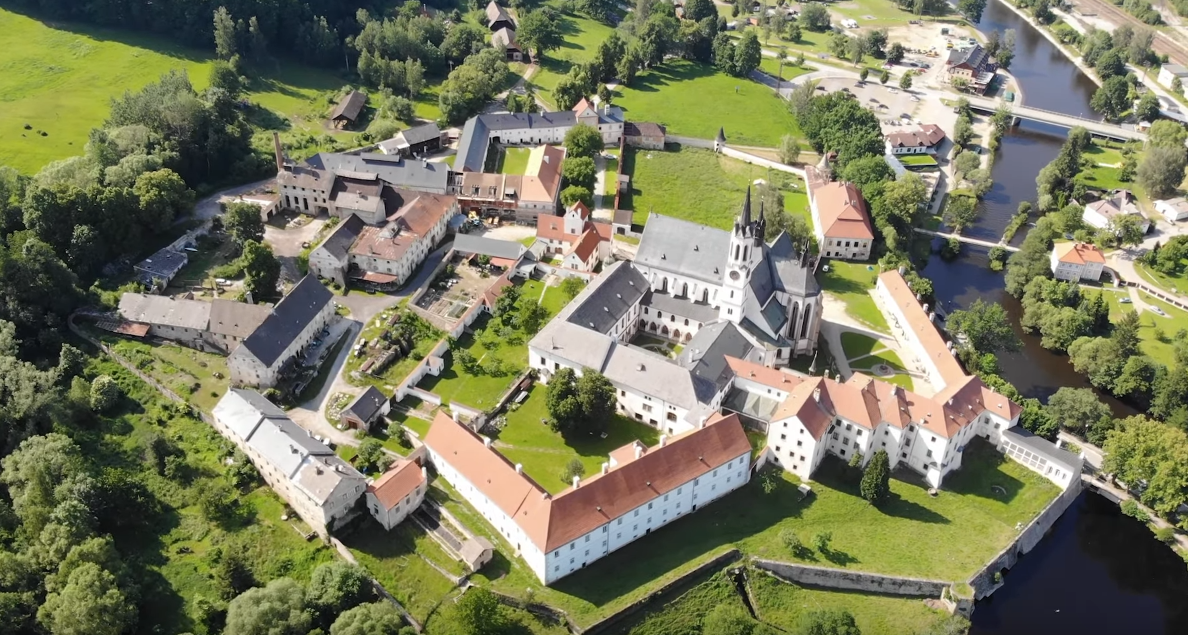
Opatství

## Klášterní areál
V průběhu sezóny (duben–září) je klášter přístupný veřejnosti, návštěvníky provádějí průvodci.
V klášteře je od konce 13. století až dodnes uchováván tzv. Závišův kříž, který cisterciákům daroval Záviš z Falkenštejna. Jedná se o relikviář s kusem dřeva z Kristova kříže, považovaný za jednu z nejvzácnějších středověkých zlatnických památek na českém území.

### Klášterní kostel

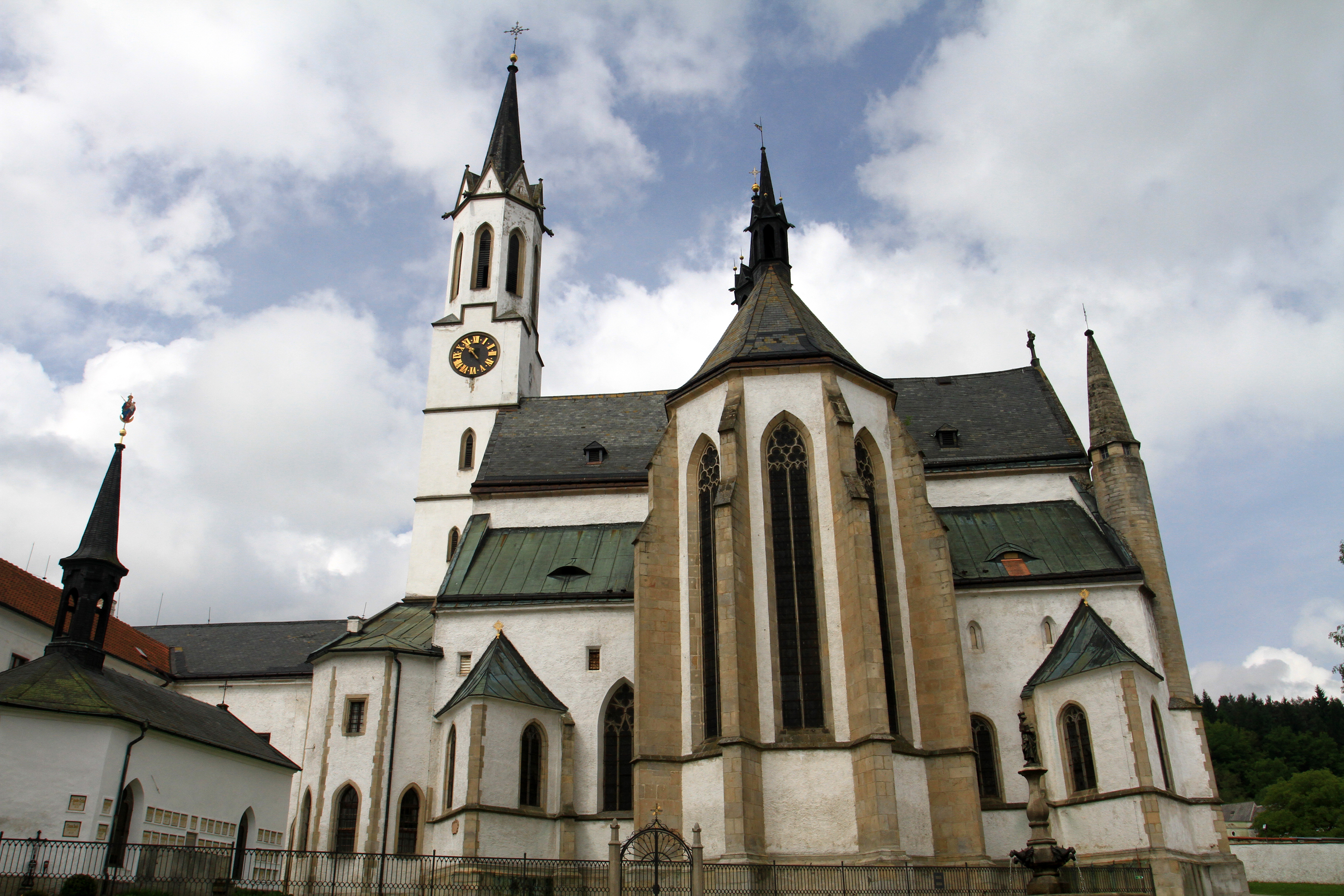
Klášterní kostel Nanebevzetí Panny Marie

Klášterní kostel Nanebevzetí Panny Marie (dostavěn ve 14. století) se čtyřmi kaplemi, jedním hlavním oltářem a osmi vedlejšími. V letech 2011–2012 prošel interiér generální opravou, a kostel byl proto uzavřen. Znovuotevřen byl 15. prosince 2012. Z chrámové lodi lze vystoupit do malé kostelní věžičky do tzv. Rožmberské oratoře, v níž je během turistické sezóny vystavován Závišův kříž.
Jednou ze zvláštností klášterního kostela je, že má čtyři verze oltářního obrazu. Původně bylo možné obrazy složitým systémem navinování a kladek měnit točením klikou bez větších operací přímo při bohoslužbách, což umožňovalo efektní do obsahu bohoslužeb zapadající výměny oltářního obrazu o Velikonočním triduu a o Narození Páně. V moderní době se od toho ale upustilo, neboť převíjením se historicky cenné obrazy rychle opotřebovávaly. Proto se přešlo na složitější, leč k obrazům šetrnější způsob výměny mezi bohoslužbami.
Pod kněžištěm klášterního kostela se nachází hlavní hrobka rodu Rožmberků. Výzkum provedený v moderní době za pomoci sondy vyvrátil legendu, že jsou v ní rožmberští vladaři pohřbeni v sedě na zlatých trůnech – ve skutečnosti jsou pohřbeni v rakvích.
Na kůru kostela se nachází jedny z nejcennějších romantických varhan v Čechách, které v roce 1892 vyrobil Leopold Breinbauer z Ottensheimu. (Jejich předchůdcem byly varhany z roku 1680 od Hanse Heinricha Mundta.) Mají původní mechanickou trakturu, dva manuály, 41 rejstříků a 2052 píšťal. Těmto varhanám byl společně s týnskými varhanami věnován druhý díl dokumentární série Varhaní NEJ - Nejvzácnější varhany. Mimo to má chrám ještě jedny malé varhany ukryté ve stěně mnišského chóru, které se užívají především pro doprovod mnišských modliteb.

### Další kaple

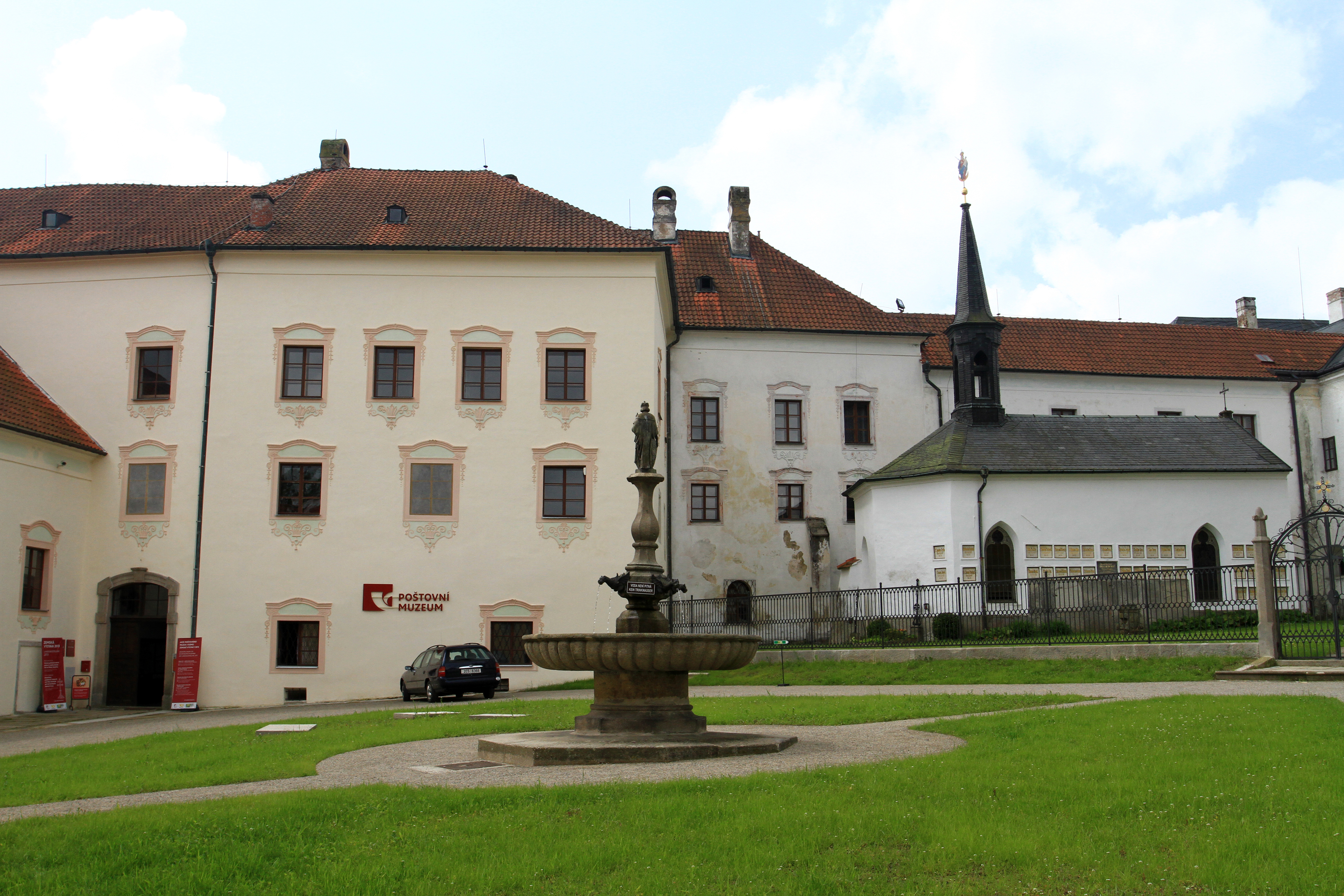
Poštovní muzeum a kaple sv. Anny

Vedle kostela se v areálu kláštera nachází i kaple sv. Anny, jejíž rekonstrukce byla dokončena v roce 2012 a která byla v minulosti cílem poutí, a tzv. Zimní kaple, do níž se vstupuje buďto z klauzurních prostor nebo z kostela přes kůr a je veřejnosti přístupná pouze v zimě při bohoslužbách.

### Ostatní budovy
- Vodní mlýn čp. 131
- Klášterní pivovar
- Rožmberská brána

## Turistika
Veřejnosti jsou při prohlídkách vedle klášterního kostela přístupny následující cenné prostory: postranní a obrazová galerie, knihovní chodba a dva knižní sály: filosofický a teologický. Přestože se podařilo v restitucích dohledat a získat zpět jen část movitého majetku, vyskytují se zde některé pozoruhodné sbírky – sbírka obrazů českých malířů v obrazárně, sbírka bohoslužebných předmětů ze 17. a 18. století, rozsáhlá sbírka biblí ve 40 jazycích, rozsáhlá sbírka odborné teologické a filosofické literatury. Celkově obsahují knihovny přes 70 tisíc svazků včetně 200 rukopisů na pergamenu a 400 inkunábulí.
| Rok  | Počet návštěvníků |
| ---- | ----------------- |
| 2015 | 24 100            |
| 2016 | 16 098            |
| 2017 | 19 897            |
| 2018 | 16 875            |
| 2019 | 16 642            |
| 2020 |                   |
| 2021 | 12 038            |
| 2022 | 15 022            |
| 2023 | 17 869            |

## Seznam pohřbených
V areálu kláštera je pohřbeno množství osob. Vedle mnichů to jsou především přední představitelé rodu Rožmberků a jejich příbuzní. Ti nejdůležitější jsou pohřbeni v rožmberské hrobce, nacházející se pod podlahou kněžiště klášterního kostela.

### Rožmberkové
V rožmberské hrobce jsou pohřbeni:
- Vok I. z Rožmberka
- Vítek II. z Příběnic
- Eliška z Dobrušky
- Jindřich I. z Rožmberka
- Johanka z Rožmberka
- Viola Těšínská
- Petr I. z Rožmberka
- Kateřina z Vartemberka
- Markéta z Rožmberka
- Jošt I. z Rožmberka
- Alžběta z Vartemberka
- Oldřich I. z Rožmberka
- Barbora ze Schaunberga
- Anežka z Wallsee
- Jindřich III. z Rožmberka
- Alžběta z Kravař
- Jindřich IV. z Rožmberka
- Oldřich II. z Rožmberka
- Jan II. z Rožmberka
- Anna Hlohovská
- Jindřich V. z Rožmberka
- Alžběta z Kravař a ze Strážnice
- Vok II. z Rožmberka
- Oldřich III. z Rožmberka
- Petr IV. z Rožmberka
- Jindřich VII. z Rožmberka
- Bohunka ze Starhemberku
- Ferdinand Vok z Rožmberka
- Jan III. z Rožmberka
- Jošt III. z Rožmberka
- Petr V. z Rožmberka
- Kateřina Brunšvická
- Anna z Rogendorfu
- Žofie Braniborská z Hohenzollernu
- Kateřina z Ludanic
- Petr Vok z Rožmberka
- Ofka Krumlovská
- Hynek z Krumlova
- Vok z Krumlova
- Záviš z Falkenštejna

V klášteře, ale mimo rožmberskou hrobku, je pohřben i dědic Rožmberků Jan Zrinský ze Serynu.

## Evropské dědictví
Tento klášter je součástí skupiny Cisterscapes (krajiny v okolí cisterciáckých klášterů). Tento soubor  byl začleněn do Evropského dědictví 17. dubna 2024.